# Марио Делаш
Марио Делаш (Сплит, 16. јануар 1990) је хрватски кошаркаш. Игра на позицијама крилног центра и центра. Његов старији брат Анте такође се бави кошарком.

## Успеси

### Клупски
- Жалгирис:
  - Балтичка лига (1): 2009/10.
  - Првенство Литваније (2): 2011/12, 2012/13.
- Цедевита:
  - Првенство Хрватске (1): 2014/15.
  - Куп Хрватске (1): 2015.
- Калев/Крамо:
  - Првенство Естоније (1): 2015/16.

### Репрезентативни
- Европско првенство до 18 година:  2008.
- Светско првенство до 19 година:  2009.

### Појединачни
- Најкориснији играч Светског првенства до 19 година (1): 2009.